# Jabłonna (gmina w województwie lubelskim)
Jabłonna (daw. gmina Piotrków) – gmina wiejska w województwie lubelskim, w powiecie lubelskim. W latach 1975–1998 gmina położona była w województwie lubelskim. Stanowi część aglomeracji lubelskiej zgodnie z koncepcją P. Swianiewicza i U. Klimskiej.
Oficjalna siedziba gminy to Jabłonna (nie istnieje taka miejscowość), choć urząd gminy znajduje się we wsi Jabłonna-Majątek.
Według danych z 1 stycznia 2010 gminę zamieszkiwały 7693 osoby.

## Ochrona przyrody
Na obszarze gminy znajdują się następujące rezerwaty przyrody:
- rezerwat przyrody Olszanka – chroni starodrzew dębowy z domieszką grabu i sosny oraz wieloma chronionymi gatunkami roślin w runie;
- rezerwat przyrody Chmiel – chroni zespół grądu z drzewami pomnikowymi oraz kresowe stanowisko buka.

## Struktura powierzchni
Według danych z roku 2002 gmina Jabłonna ma obszar 130,98 km², w tym:
- użytki rolne: 79%
- użytki leśne: 17%

Gmina stanowi 7,8% powierzchni powiatu.

## Demografia

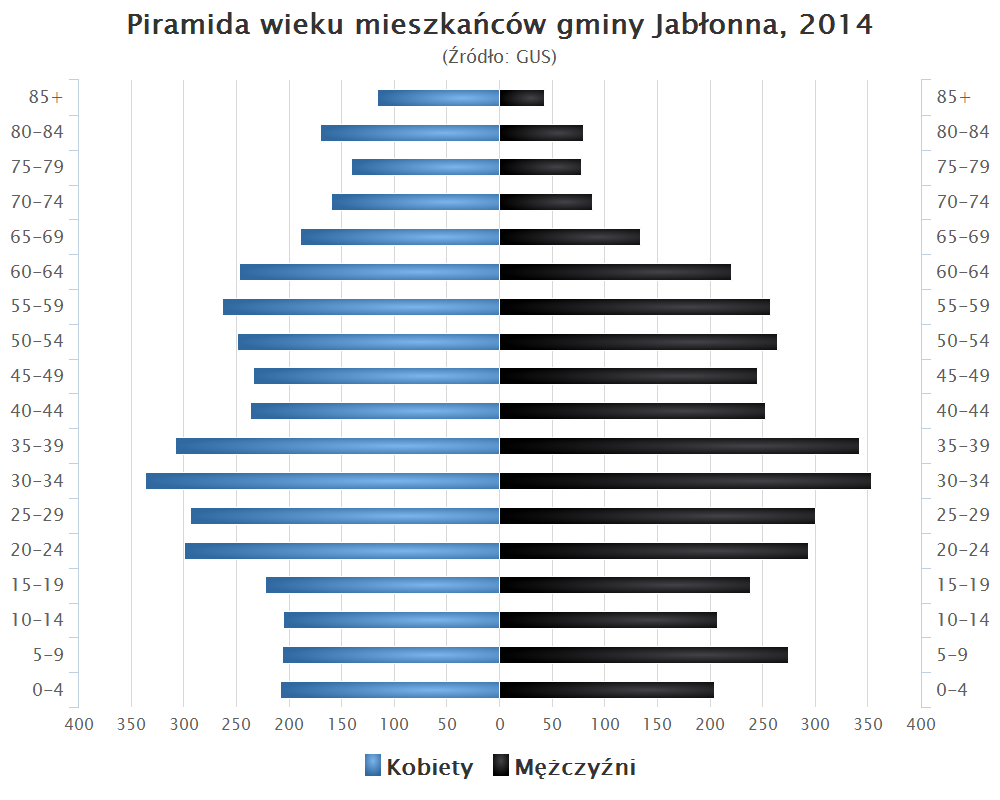
Piramida wieku mieszkańców gminy Jabłonna w 2014 roku

Dane z 1 stycznia 2010:
| Opis                              | Ogółem | Ogółem | Kobiety | Kobiety | Mężczyźni | Mężczyźni |
| --------------------------------- | ------ | ------ | ------- | ------- | --------- | --------- |
| jednostka                         | osób   | %      | osób    | %       | osób      | %         |
| populacja                         | 7693   | 100    | 3956    | 51,42   | 3737      | 48,58     |
| gęstość zaludnienia (mieszk./km²) | 57,6   | 57,6   | 29,7    | 29,7    | 27,9      | 27,9      |

## Edukacja
Na terenie gminy znajdują się:
- 5 szkół podstawowych Jabłonnie, Piotrkowie, Skrzynicach, Tuszowie i Czerniejowie
- 2 przedszkola w Jabłonnie, Piotrkowie, Czeniejowie i Skrzynicach

## Sport

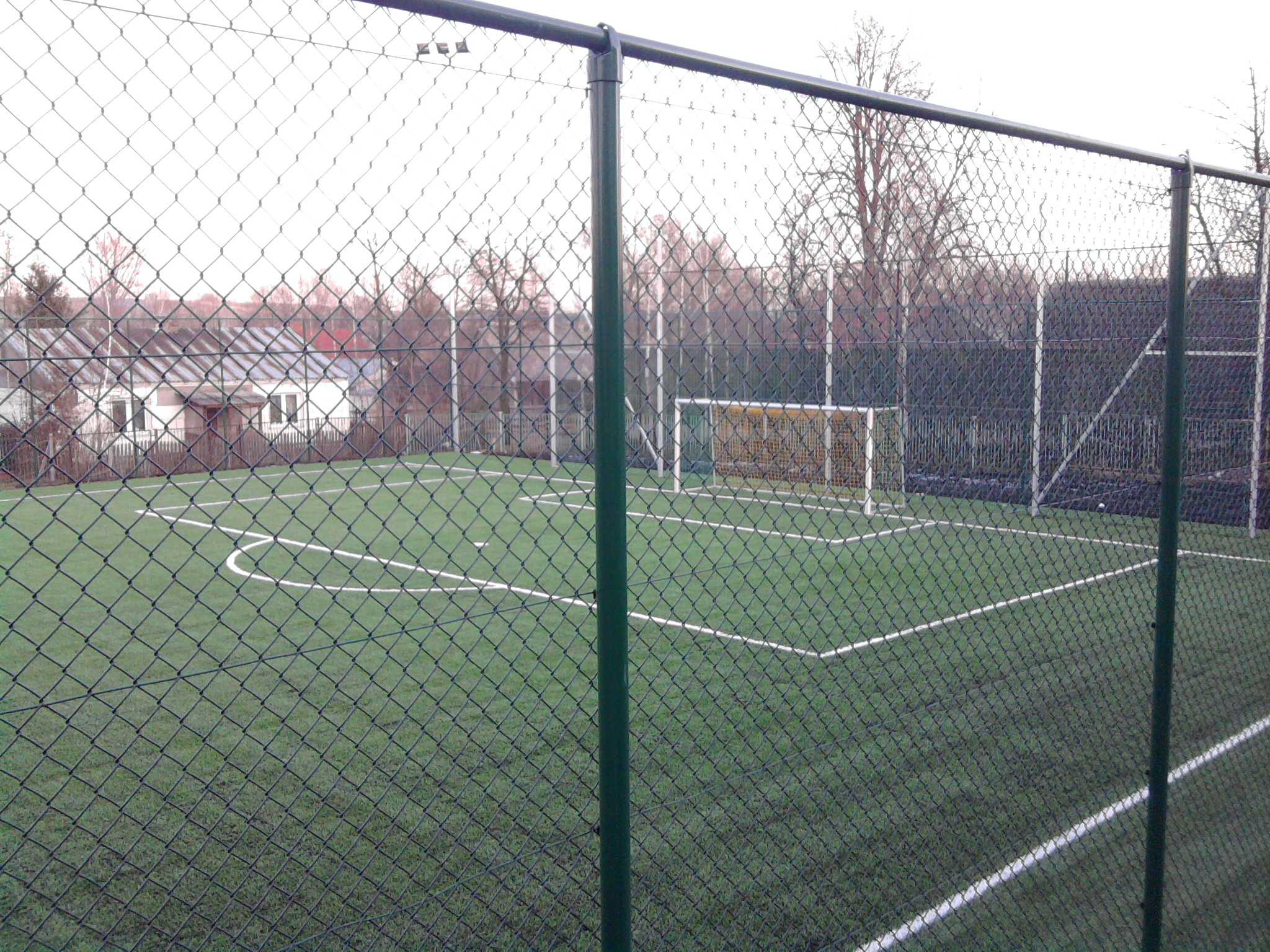
Boisko przy szkole w Piotrkowie

Na terenie gminy działają trzy kluby sportowe: "Avenir Jabłonna", LKS "Rohland" Tuszów oraz Piotrkowski Ludowy Klub Sportowy "Piotrcovia" Piotrków'.
Na terenie gminy znajdują się:
- 3 boiska sportowe do piłki nożnej
- 3 sale gimnastyczne przy szkołach podstawowych.
- hala sportowa w Jabłonnie przy zespole szkół
- Boisko "Moje Boisko Orlik 2012" w Piotrkowie przy zespole szkół

## Zabytki
- Kościół parafialny w Czerniejowie[13]
- Zespół pałacowo - parkowy w Jabłonnie (własność prywatna)
- Zespół pałacowo - parkowy w Tuszowie (własność prywatna)
- Cmentarz wojenny w Tuszowie
- 3 cmentarze wojenne w Piotrkowie
- Cmentarz mariawicki w Chmielu

## Sołectwa
| Miejscowość        | Ludność |
| ------------------ | ------- |
| Chmiel Pierwszy    | 293     |
| Chmiel Drugi       | 214     |
| Chmiel-Kolonia     | 244     |
| Czerniejów         | 843     |
| Czerniejów-Kolonia | 288     |
| Jabłonna Druga     | 931     |
| Jabłonna Pierwsza  | 593     |
| Jabłonna-Majątek   | 597     |
| Piotrków Pierwszy  | 790     |
| Piotrków Drugi     | 778     |
| Piotrków-Kolonia   | 243     |
| Skrzynice Drugie   | 299     |
| Skrzynice Pierwsze | 425     |
| Skrzynice-Kolonia  | 322     |
| Tuszów             | 516     |
| Wierciszów         | 272     |
| Wolnica            | 45      |
| Razem              | 7693    |

## Sąsiednie gminy
Bychawa, Głusk, Krzczonów, Piaski, Strzyżewice